# كيفن برنس (لاعب كرة قدم أمريكية)
كيفن برنس (بالإنجليزية: Kevin Prince)‏ هو لاعب كرة قدم أمريكية أمريكي، ولد في 28 نوفمبر 1989 في لوس أنجلوس في الولايات المتحدة.